# Polistes madiburensis
Polistes madiburensis är en getingart som beskrevs av Schulthess 1921. Polistes madiburensis ingår i släktet pappersgetingar, och familjen getingar. Inga underarter finns listade i Catalogue of Life.